# Боу (річка)
Боу (англ. Bow River) — річка в Канаді, що бере свій початок від льодовика Боу в національному парку Банф та згодом вливається в річку Південний Саскачеван.
Річка тече з містечок Банф і Кенмор до озера Гост. Від озера Гост Бо тече через міста Кокран й Калгарі.
Зливається з річкою Олдмен утворюючи річку Південний Саскачеван.

## Етимологія
Мовою крі Боу або Макгабн означає «річки, де ростуть лучні бур'яни».

## Найбільші притоки
- Пайпстоун
- Джонстоун Крік
- Спрей
- Каскад
- Кананаскіс
- Гост
- Елбоу (120 км)
- Хайвуд
- Лінкстоун

## Каскад ГЕС
На річці розташовано ГЕС Horseshoe, ГЕС Ghost, ГЕС Bearspaw.